# 3878 Jyoumon
A 3878 Jyoumon (ideiglenes jelöléssel 1982 VR4) a Naprendszer kisbolygóövében található aszteroida. Hiroki Kosai,  Kiichiro Hurukawa fedezte fel 1982. november 14-én.